# Thải qua giới
Thải qua giới (tiếng Anh: Legal Mavericks; tiếng Trung:踩過界), ở Trung Quốc Đại lục dịch tên phim là 《Manh hiệp đại luật sư》 (tiếng Trung: 盲俠大律師) là một phim truyền hình và chiếu mạng hiện đại, pháp luật, điều tra, trinh thám đựoc hợp tác sản xuất bởi Ái Kỳ Nghệ và Công ty hữu hạn quảng bá truyền hình Hong Kong. Diễn viên chính Vương Hạo Tín, Thái Tư Bối và Lý Giai Tâm, diễn viên phụ Trương Chấn Lãng, Đơn Lập Văn, Chu Thiên Tuyết, Lâm Vĩ Thần và Trần Đình Hân. Biên thẩm Lưu Thái Vân, Trần Kỳ, Lý Ỷ Hoa, giám chế Lâm Chí Hoa, nhà sản xuất Đỗ Chi Khắc và Cung Vũ. Tên phim bản Hong Kong "Thải qua giới" trong tiếng Quảng Đông nghĩa là "Vượt qua ranh giới".
Nam chính Vương Hạo Tín của bộ phim này đoạt giải "Nam chính xuất sắc nhất" với vai "Văn Thân Hiệp" tại StarHub TVB Awards 2017 và Giải thưởng thường niên TVB 2017, trở thành "Thị đế".

## Sắp xếp phát sóng
Ngày 20/6/2017 IQiyi dẫn đầu lấy tên phim 《Manh hiệp đại luật sư》 và phát sóng bản lồng tiếng Phổ Thông và tiếng Quảng, phát sóng vào thứ 3 4 lúc 20:00. Sau đó ngày 24/6/2017 mới phát sóng bản gốc tiếng Quảng trên Phỉ Thúy Đài và MyTV SUPER, phát sóng vào thứ 7 CN lúc 21:30 - 22:30.

## Kênh phát sóng
| Kênh                                 | Khu vực               | Ngày phát sóng          | Thời gian                            | Chú thích |
| IQiyi                                | Trung Quốc            | Từ ngày 20/6/2017       | Mỗi thứ 2, 3 lúc 20:00               | Bản tiếng Phổ thông, tiếng Quảng IQiyi chia bộ phim thành 2 quý Từ ngày 20/6/2017： Hội viên VIP có thể xem quý 1 (Tập 1 đến 14) Từ ngày 1/8/2017： Hội viên VIP có thể xem quý 2 (Tập 15 đến 28) |
| TVBPhỉ Thúy Đài                      | Hồng Kông, Trung Quốc | Từ ngày 24/6/2017       | Thứ 7, CN hàng tuần lúc 21:30－22:30 | |
| Astro AOD Astro AOD HD               | Malaysia              | Từ ngày 24/6/2017       | Thứ 7, CN hàng tuần lúc 21:30－22:30 | |
| HUB Drama First                      | Singapore             | Từ ngày 24/6/2017       | Thứ 7, CN hàng tuần lúc 21:30－22:30 | |
| Phỉ Thúy Đài (Châu Úc)               | Úc                    | Từ ngày 1/7/2017        | Thứ 7, CN hàng tuần lúc 20:30－21:30 | |
| HUB VV Drama                         | Singapore             | Từ ngày 1/11/2017       | Hàng ngày lúc 21:00－22:00           | |
| Astro Hoa Lệ Đài Astro Hoa Lệ Đài HD | Malaysia              | Từ ngày 16/2 - 1/3/2018 | Hàng ngày lúc 20:30－22:30           | Chương trình đặc biệt năm mới |
| SCTV9                                | Việt Nam              | Từ ngày 4/9/2018        | Hàng ngày lúc 19:00                  | |

## Số tập
Xem thêm: Danh sách số tập Thải qua giới

## Tóm tắt câu chuyện
Bộ phim này nói về một vị luật sư tranh tụng bị khiếm thị Văn Thân Hiệp (Vương Hạo Tín đóng), sử dụng bốn giác quan để phá án và câu chuyện bảo vệ pháp trị.

## Diễn viên

### Nhà họ Văn
| Diễn viên                  | Vai Diễn      | Biệt Danh/ Các Mối Quan Hệ |
| -------------------------- | ------------- | --- |
| La Lạc Lâm                 | Văn Căn Ưng   | Chú Văn, Chú Ưng. Cha ruột của Văn Thân Hiệp, ban đầu bị anh giận, về sau làm lành. Chủ nhân của Golden, đến tập 15 nhờ Cốc Nhất Hạ thuyết phục Văn Thân Hiệp nuôi dưỡng nó. Ba mươi năm trước ngủ gục trong lúc lái xe khiến Văn Thân Hiệp bị hỏng hai mắt, về sau nghe lời xúi xiểm của người đàn bà bên ngoài mà vứt bỏ anh. Xuất hiện ở tập 2 trong ký ức của Văn Thân Hiệp, đến tập 13 thì chính thức xuất hiện. Tập 14 bị Văn Thân Hiệp từ bỏ phụng dưỡng, đoạn tuyệt quan hệ. Tập 19 nghe Cốc Nhất Hạ nói ông mắc bệnh Xơ cứng teo cơ một bên. Tập 23 Văn Thân Hiệp nói ông đã ra đi thanh thản. |
| Phương Tuấn Lạc（Lúc nhỏ） | Văn Thân Hiệp | Hiệp Mù / Hope Man/ Hip Mù (Biệt danh chỉ có Cốc Nhất Hạ gọi) / Văn Đại Trạng / Nhóc Hiệp (Văn Căn Ưng hay gọi) / Thằng Mù Chết Tiệt (Đới Đức Nhân hay gọi) / Độc L (Triệu Chính Muội hay gọi). Là một Đại Luật Sư bị khiếm thị, đến tập 24 được Đới Thiên Ân chữa mắt thành công. Vì từng bị cha mình ruồng bỏ, đến khi lên Đại học lại bị Đới Thiên Ân bỏ rơi không lời từ biệt nên về mặt tình cảm đã chịu nhiều tổn thương, không dễ dàng tin tưởng người khác, thậm chí cũng không thể thân thiết với những người đã quen biết từ lâu với mình. Là con trai của Văn Căn Ưng, 30 năm trước do ông lái xe ngủ gật gây ra tai nạn mà mù hai mắt, trước căm hận ông, về sau làm lành. Là bạn thân kiêm đối tác kiêm đối tượng thầm mến của Triệu Chính Muội. Là bạn thân và từng là đối tượng thầm mến của Vương Lệ Phàm. Là bạn trai cũ nhưng vẫn còn yêu Đới Thiên Ân. Là oan gia khắc khẩu kiêm bạn cùng phòng của Cốc Nhất Hạ, về sau hiểu lầm anh giết Đới Thiên Ân nên trở mặt, cuối cùng làm lành. Đối thủ cạnh tranh của Vi Quốc Hàm. Kẻ địch của Đới Đức Nhân. |
| Vương Hạo Tín              | Văn Thân Hiệp | Hiệp Mù / Hope Man/ Hip Mù (Biệt danh chỉ có Cốc Nhất Hạ gọi) / Văn Đại Trạng / Nhóc Hiệp (Văn Căn Ưng hay gọi) / Thằng Mù Chết Tiệt (Đới Đức Nhân hay gọi) / Độc L (Triệu Chính Muội hay gọi). Là một Đại Luật Sư bị khiếm thị, đến tập 24 được Đới Thiên Ân chữa mắt thành công. Vì từng bị cha mình ruồng bỏ, đến khi lên Đại học lại bị Đới Thiên Ân bỏ rơi không lời từ biệt nên về mặt tình cảm đã chịu nhiều tổn thương, không dễ dàng tin tưởng người khác, thậm chí cũng không thể thân thiết với những người đã quen biết từ lâu với mình. Là con trai của Văn Căn Ưng, 30 năm trước do ông lái xe ngủ gật gây ra tai nạn mà mù hai mắt, trước căm hận ông, về sau làm lành. Là bạn thân kiêm đối tác kiêm đối tượng thầm mến của Triệu Chính Muội. Là bạn thân và từng là đối tượng thầm mến của Vương Lệ Phàm. Là bạn trai cũ nhưng vẫn còn yêu Đới Thiên Ân. Là oan gia khắc khẩu kiêm bạn cùng phòng của Cốc Nhất Hạ, về sau hiểu lầm anh giết Đới Thiên Ân nên trở mặt, cuối cùng làm lành. Đối thủ cạnh tranh của Vi Quốc Hàm. Kẻ địch của Đới Đức Nhân. |
|                            | Golden        | Là chó tha mồi Labrado của Văn Căn Ưng, Văn Thân Hiệp, Cốc Nhất Hạ. Do Văn Căn Ưng huấn luyện, nhờ Cốc Nhất Hạ mang đến làm bạn với Văn Thân Hiệp ở tập 15, bị Văn Thân Hiệp ghét bỏ. Tập 19 Văn Thân Hiệp biết được nó là do cha mình huấn luyện nên ghét bỏ, nhưng cuối cùng cũng yêu thương nó. Tập 20 vì cứu Văn Thân Hiệp khỏi sát thủ của Đới Đức Nhân mà bị đâm chết. |
| Vương Trí Địch             |               | Con riêng của Văn Căn Ưng. Em trai khác mẹ của Văn Thân Hiệp. Là nguyên nhân gián tiếp khiến Văn Căn Ưng ruồng bỏ Văn Thân Hiệp. |
| Trần Tĩnh Vân              |               | Người đàn bà bên ngoài của Văn Căn Ưng. Mẹ kế của Văn Thân Hiệp. |

### Nhà họ Triệu/ Quán bar Pledge
| Diễn viên | Vai Diễn | Biệt Danh/ Các Mối Quan Hệ |
| --------- | -------- | -------------------------- |
|           |          |                            |
|           |          |                            |
|           |          |                            |